# Jusqu'à la fin des temps (film, 1946)
Pour les articles homonymes, voir Jusqu'à la fin des temps et Amoureuse.
Pour plus de détails, voir Fiche technique et Distribution.
Jusqu'à la fin des temps (Till the End of Time), aussi connu sous le titre français Amoureuse, est un film américain en noir et blanc réalisé par Edward Dmytryk, sorti en 1946.

## Synopsis
Cliff, William et Perry, trois marines, rentrent à la maison, à la fin de la Seconde Guerre mondiale. Blessés moralement ou physiquement, ils doivent réapprendre à vivre dans la vie civile. Jolie veuve d'un pilote, Pat Ruscomb, très perturbée par la disparition de son mari, s'intéresse à l'un d'eux, Cliff.

## Fiche technique
- Titre français : Jusqu'à la fin des temps
- Autre titre français : Amoureuse
- Titre original : Till the End of Time
- Réalisation : Edward Dmytryk
- Scénario : Allen Rivkin d'après la nouvelle They Dream of Home de Niven Busch
- Photographie : Harry Wild
- Directeur artistique : Albert S. D'Agostino et Jack Okey
- Directeur des dialogues : William E. Watts
- Décors : Darrell Silvera et William Stevens
- Musique : Leigh Harline
  - Song Till the End of Time de Buddy Kaye et Ted Mossman, basé sur une Polonaise de Frédéric Chopin
- Directeur musical : C.Bakaleinikoff
- Son : Richard Van Hessen et Clem Portman
- Costumes de Dorothy McGuire créés par Fred Guinn
- Monteur : Harry Gerstad.
- Assistant réalisateur : Ruby Rosenberg
- Producteur : Dore Schary.
- Assistant de production : Edgar Petersen
- Société de distribution : RKO Pictures
- Genre : Comédie dramatique
- Format : noir et blanc
- Durée : 104 minutes
- Dates de sortie : 
  - États-Unis : 23 août 1946
  - France : 18 juin 1948

## Distribution
Note : La version française indiquée ci-dessous provient d'un doublage effectué dans les années 1980.
- Guy Madison (VF : François Leccia) : Cliff Harper
- Robert Mitchum (VF : Jean Roche) : William Tabeshaw
- Dorothy McGuire : Pat Ruscomg
- Bill Williams : Perry Kincheloe
- Tom Tully (VF : Michel Bardinet) : C.W. Harper
- William Gargan (VF : Jacques Balutin) : Sgt. Gunny Watrous
- Jean Porter (VF : Marie-Françoise Sillière) : Helen Ingersall
- Johnny Sands : Tommy
- Loren Tindall (VF : Mario Santini) : Pinky
- Ruth Nelson : Amy Harper
- Selena Royle : Mme Kincheloe
- Harry Von Zell (VF : Henri Labussière) : Scuffy
- Richard Tyler (VF : Maryse Meril) : Jimmy Kincheloe
- Alexander Pope (VF : Richard leblond) : Mitchell
- Blake Edwards (VF : Georges Berthomieu) : Hal
- Howard Negley (VF : Jean Violette) : Prager
- Jack Lee (VF : Jacques Ferrière) : Lawson
- Richard Benedict : Le jeune d'Idaho